# سنگ‌ماسه

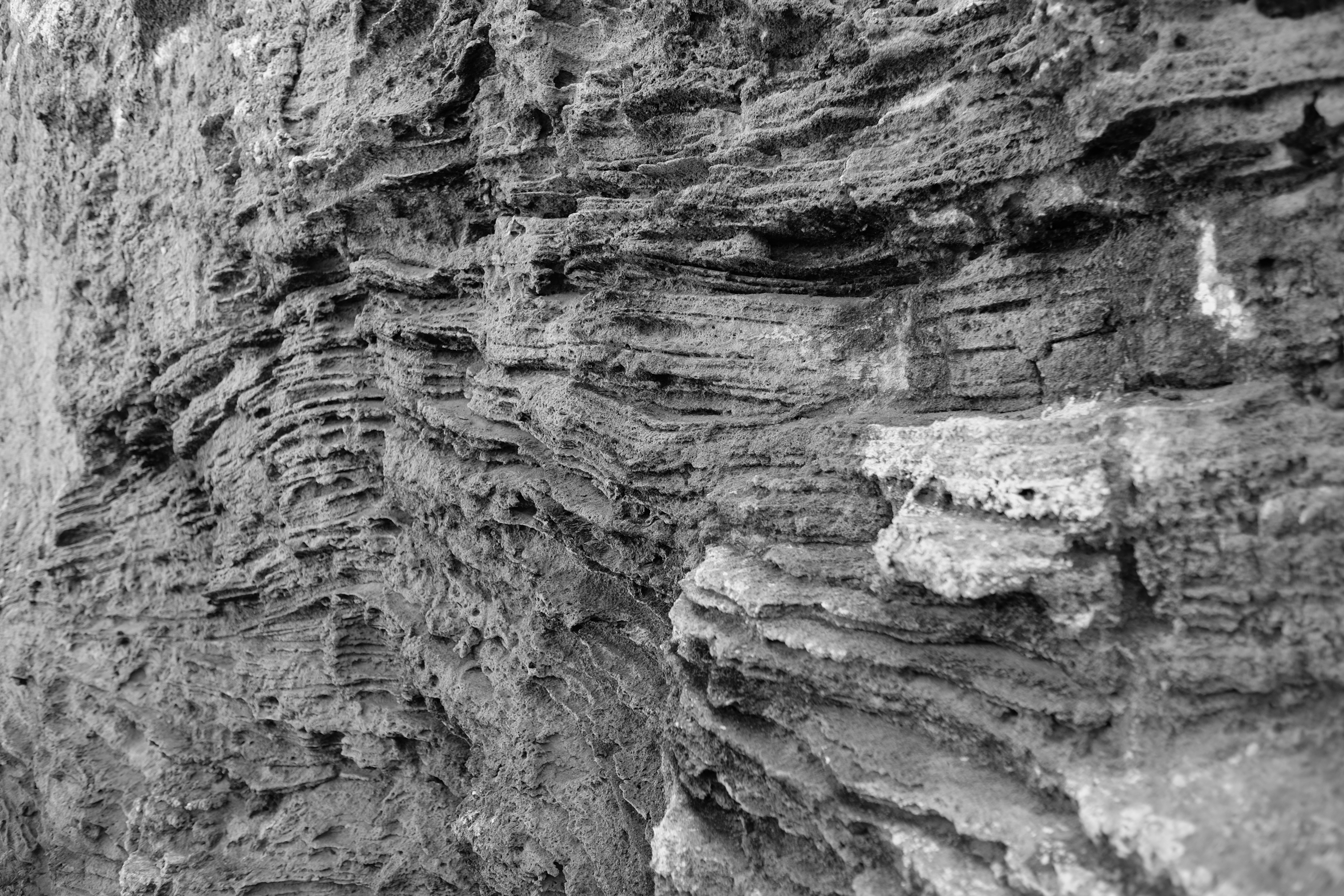
سنگ‌ماسه

سنگ‌ماسه (انگلیسی: Arenite) سنگ رسوبی متشکل از ذراتی هم‌اندازۀ ماسه است، دارای سیمان شیمیایی که خمیره ندارد یا خمیرۀ آن ناچیز است.